# لاسلو كورموس
لاسلو كورموس (بالمجرية: Kormos László)‏ هو لاعب كرة قدم مجري، ولد في 24 يونيو 1986 في Mezőtúr ‏ في المجر. لعب مع نادي دبرتسني.

## وصلات خارجية
- لاسلو كورموس على موقع قاعدة بيانات كرة القدم.إي يو (الإنجليزية)